# 小菅信子
小菅 信子（こすげ のぶこ、1960年8月26日 - ）は、日本の歴史学者、政治学者。専門は国際関係論、近現代史、平和研究。山梨学院大学法学部政治行政学科教授。

## 経歴
東京都生まれ。国府台女子学院高等部を経て、1984年上智大学文学部史学科卒業後、同大学大学院文学研究科修士課程修了。1992年同大学院同研究科史学専攻博士後期課程修了満期退学。帝京大学兼任講師などを経て、ケンブリッジ大学国際研究センター客員研究員（1996－98年）。山梨学院大学法学部政治行政学科専任講師、助教授を経て2017年から教授。
2006年9月、『戦後和解』で第27回石橋湛山賞受賞。

## 研究テーマ
戦場における人道の理念と実践の関心から戦争をめぐる研究を行なう。大学院生時代には立教大学の粟屋憲太郎などに学ぶ。研究対象は戦争後の「和解」に興味が移り、第二次世界大戦後の極東国際軍事裁判などに関心を向ける。

## 著書

### 単著
- 『戦後和解　―日本は〈過去〉から解き放たれるのか―』（中公新書、2005年）
- 『ポピーと桜　―日英和解を紡ぎなおす―』（岩波書店、2008年）
- 『14歳からの靖国問題』（ちくまプリマー新書、2010年）
- 『放射能とナショナリズム』（彩流社「フィギュール彩」、2014年）
- 『日本赤十字社と皇室　―博愛か報国か―』（吉川弘文館「歴史文化ライブラリー」、2021年、ISBN　9784642059053）

### 共編
- Japanese Prisoners of War. (ed. with Philip Towle and Yoichi Kibata), Hambledon and London, 2000.
  - （木畑洋一・フィリップ・トウル）『戦争の記憶と捕虜問題』（東京大学出版会, 2003年）
- Britain and Japan in the Twentieth Century: The One Hundred Yeas of Trade and Prejudice. (ed. with Philip Towle), I. B. Tauris, 2007.
- Japan and Britain at War and Peace. (ed. with Hugo Dobson), Routlege, 2009.
- （ヒューゴ・ドブソン）『戦争と和解の日英関係史』（法政大学出版局、2011年）
- （剣持久木・L・バビッチ）『独仏共通教科書と日中韓の試み』（明石書店、2009年）
- 『原典でよむ　20世紀の平和思想』（岩波現代全書、2015年）

### 共著
- （油井大三郎）『連合国捕虜虐待と戦後責任』（岩波書店［岩波ブックレット］, 1993年）
- （ジャック・チョーカー・朴裕河・根本敬）『歴史和解と泰緬鉄道―英国人捕虜が描いた収容所の真実」（朝日選書, 2008年）

### 翻訳
- 連合国最高司令官総司令部編纂・天川晃編『GHQ日本占領史 第5巻 BC級戦争犯罪裁判』（日本図書センター, 1996年）
- ベルト・V.A.レーリンク/A.カッセーゼ編『レーリンク判事の東京裁判　歴史的証言と展望』（新曜社、1996年）　
  - 『東京裁判とその後　ある平和家の回想』（中公文庫、2009年）